# 女の子よ死体と踊れ
『女の子よ死体と踊れ』（おんなのこよしたいとおどれ）は、2015年の日本のファンタジックホラー映画。朝倉加葉子の長編監督映画2作目となる作品である。
2015年10月31日公開。公開前の10月29日には阿佐ヶ谷ロフトAにて映画公開記念前夜祭イベントが開かれた。

## ストーリー
清掃会社で働く5人の女の子は森の中で少女の死体を発見。ある方法で死体を蘇らせたことで、彼女たちに恐怖体験が巻き起こる。

## 登場人物

### YMMクリーニング
清掃会社。劇中に登場するスタッフは女性のみ。全員アナーキストである。清掃スタッフのユニフォームはつなぎであるが、個々に細部が違っている。社用ワンボックスカーは横浜ナンバー。
ちーぼう
演 - ちーぼう（ゆるめるモ！）
死体の第一発見者。比較的常識人ではあるが、きれいな死体に「もったいない」という意識を持ち通報をためらう。七つの大罪の「強欲」の持ち主。
ようなぴ
演 - ようなぴ（ゆるめるモ！）
毛先が赤毛の清掃員。ワンボックスカーの運転手。PCオタクでハッカーの一面がある。人の食べてるものをほしがる癖がある。七つの大罪の「嫉妬」の持ち主。
もね
演 - もね（ゆるめるモ！）
常に髪の毛を気にする、もっとも女の子女の子した性格。化粧命。耳にクマのイヤリングをしている。七つの大罪「色欲」の持ち主。
けちょん
演 - けちょん（ゆるめるモ！）
バイトリーダー的役割のショートカットの清掃員。七つの大罪の「食欲」の持ち主。
しふぉん
演 - しふぉん（ゆるめるモ！）
死者復活の儀式を知るメタルバンドに詳しい清掃員。遅刻魔。七つの大罪「怠惰」の持ち主。
女社長
演・原扶貴子　
清掃会社YMMクリーニング社長。スタッフが怠けていると高枝切ばさみやチェーンソーで威嚇する。

### 町の住人
何もない畑の真ん中に鉄塔が1本建つ町の住人。住宅の裏には木の生い茂る山がある。
生き返る死体・あの
演 - あの（ゆるめるモ！）
白い衣装に身を包んだ死体。儀式により甦ってしまうが死にたがっている。若くして死ぬのは傲慢ということで七つの大罪の「傲慢」の持ち主ということにされた。一度死んでいるため身体を真っ二つにされても、燃やされても死なない。ビジュアルイメージは「人形（マネキン）」
依頼人のキャバ嬢
演 - 古内啓子
2階建てのアパートに住む。掃除の依頼人。
追う男
演 - 松田優
ヤクザの一人。あのを殺し、生き返っていると知ると付け狙う。拳銃を持つ。
赤シャツの男
演 - 尾本卓也
すぐにできて1回1万円の簡単な仕事を紹介する眼鏡の男。追う男の部下。
黒シャツの男
演 - 国分崇
赤シャツの男と一緒にいたヤクザ。
開襟シャツの男
演 - 川連廣明
赤シャツの男と一緒にいたヤクザ。

## スタッフ
- 監督・脚本：朝倉加葉子
- 撮影：岩永洋
- 録音：根本飛鳥
- 美術：中谷暢宏
- 音楽：ゲイリー芦屋
- ガンエフェクト・VFX：遊佐和寿
- メイク：河口朋美
- 助監督：三村薫
- 製作：「ゆるめるモ！」映画製作委員会（キングレコード、日販、アソブロック）
- 企画・制作：TRASH-UP!!
- 「人間は少し不真面目」ゆるめるモ!（キングレコード）